# چشمه آب گرم فتویه
چشمه آبگرم فتویه یکی از نقاط دیدنی استان هرمزگان در جنوب ایران است.
چشمه آبگرم فتویه در دهستان فتویه و در مسیر جاده بستک به لار قرار دارد و فاصله آن از بستک تا فتویه در حدود ۳۰ کیلومتر است مظهر چشمه در جنوب دهکده قرار دارد و حوضچه ای در کنار چشمه بنا شده‌است که یک متر طول، عرض و عمق دارد. آب این چشمه به مصارف کشاورزی می‌رسد. بده آب چشمه حدود ۵۰ لیتر در ثانیه و درجه حرارت آن مناسب ۳۹ درجه سانت گراد است، و دسترسی به آن نیز آسان است. آب چشمه فتویه در ردیف آب‌های گوگردی با کاتیون‌ها و آنیون‌های مختلف گرم است.